# صناعة التبغ
تتألف صناعة التبغ من الأشخاص والشركات الذين يعملون في زراعة التبغ، وتحضيره للبيع، وشحنه، وإعلاناته، وتوزيعه، ومنتجاته المتعلقة بالتبغ. إنها صناعة عالمية؛ حيث يمكن زراعة التبغ في أي بيئة دافئة ورطبة، مما يعني أنه يمكن زراعته في جميع القارات باستثناء القطب الجنوبي.
وفقًا لاتفاقية إطار العمل لمكافحة التبغ التابعة لمنظمة الصحة العالمية، تشمل "صناعة التبغ" الشركات المصنعة للتبغ، والموزعين بالجملة والمستوردين لمنتجات التبغ. وتدعو هذه المعاهدة المبنية على الأدلة الدول الأعضاء الـ181 إلى تنفيذ سياسات الصحة العامة بشأن مكافحة التبغ "لحماية الأجيال الحالية والمستقبلية من العواقب الصحية والاجتماعية والبيئية والاقتصادية المدمرة لاستهلاك التبغ والتعرض لدخان التبغ."
يعد التبغ أحد أكثر المواد إدمانًا في العالم، وهو نبات موطنه الأمريكتين وكان تاريخياً من أهم المحاصيل التي زرعها المزارعون الأمريكيون. بشكل أكثر تحديدًا، يشير التبغ إلى أي من النباتات المختلفة من جنس تبغ (خاصة N. tabacum) التي تنمو في الأمريكتين الاستوائية وتزرع على نطاق واسع لأوراقها، التي تُجفف وتُعالج بشكل رئيسي للتدخين في الأنابيب، السجائر، والسيجار؛ كما يتم تقطيعها لتشكيل تبغ للمضغ أو طحنها لصنع غبرة التبغ أو تبغ الغمر، بالإضافة إلى تحضيرات أخرى أقل شيوعًا. من 1617 إلى 1793، كان التبغ المحصول النقدي الأكثر قيمة الذي يُصدر من أمريكا الشمالية البريطانية والولايات المتحدة. وحتى الستينيات من القرن الماضي، كانت الولايات المتحدة تزرع وتصنع وتصدر التبغ أكثر من أي دولة أخرى.
التبغ هو منتج زراعي من فئة السلع، مشابه من الناحية الاقتصادية للمنتجات الزراعية المواد الغذائية: حيث يُحدد السعر جزئيًا بناءً على غلة المحصول، التي تتفاوت حسب الظروف الجوية المحلية. كما يختلف السعر أيضًا حسب النوع أو التحور المزروع، الكمية الإجمالية المتوفرة في السوق، المنطقة التي يُزرع فيها، صحة النباتات، وخصائص أخرى تتعلق بجودة المنتج.
منذ عام 1964، أدت الأدلة الطبية الحاسمة حول الآثار القاتلة لاستهلاك التبغ إلى تراجع حاد في الدعم الرسمي للمزارعين والمصنعين للتبغ، على الرغم من أنه يساهم في القطاعات الزراعية والمالية والصناعية والتصدير في الاقتصاد. زادت السياسات والقوانين التي تقيّد التدخين على مستوى العالم، ولكن يتم إنتاج حوالي 6 تريليونات سيجارة سنويًا، مما يمثل زيادة بنسبة تزيد عن 12% منذ عام 2000. غالبًا ما يتم فرض ضرائب ثقيلة على التبغ للحصول على الإيرادات للحكومات ولتشجيع الناس على عدم التدخين.

## التاريخ
للتعرف على تاريخ كيفية زراعة وتسويق التبغ، راجع التبغ، التدخين والمقالات المتعلقة بالمواضيع المماثلة.

## وضع الصناعة
تشير عبارة "صناعة التبغ" عمومًا إلى الشركات المشاركة في تصنيع السجائر، السيجار، التبغ المطحون، تبغ للمضغ وأنابيب التبغ. أصبحت شركة التبغ الوطنية الصينية أكبر شركة تبغ في العالم من حيث الحجم. عقب نشاطات الاندماج والاستحواذ الكبيرة في التسعينات وأوائل الألفية الثانية، وكذلك فصل حصص التبغ الدولية لشركة ألترِيا إلى فليب موريس الدولية في عام 2008، تهيمن خمس شركات على الأسواق الدولية – بالترتيب الأبجدي:
- ألترِيا
- التبغ الأمريكي البريطاني
- التبغ الإمبراطوري
- توكو اليابان
- فليب موريس الدولية

لا تزال ألترِيا تمتلك قسم التبغ الخاص بشركة فليب موريس في الولايات المتحدة، لكن فليب موريس الدولية أصبحت مستقلة تمامًا منذ عام 2008. في معظم الدول، تتمتع هذه الشركات إما بهيمنة طويلة الأمد أو قامت بشراء المنتجين الرئيسيين المحليين أو العديد منهم (غالبًا ما يكونون احتكار الدولة سابقًا). حتى عام 2014، كان لدى الولايات المتحدة شركة مستقلة أخرى كبيرة، لوريلارد، التي استحوذت عليها رينولدز الأمريكية. لدى الهند لاعب رئيسي خاص بها، شركة ITC المحدودة (التي تملك التبغ الأمريكي البريطاني 25.4% من أسهمها). لا يزال هناك عدد صغير من الاحتكارات الحكومية، بالإضافة إلى بعض الشركات المستقلة الصغيرة.
تقتصر إعلانات التبغ بشكل متزايد من قبل حكومات الدول حول العالم استنادًا إلى القضايا الصحية كسبب لتقييد جاذبية التبغ.[بحاجة لمصدر]

## آفاق الصناعة في الولايات المتحدة

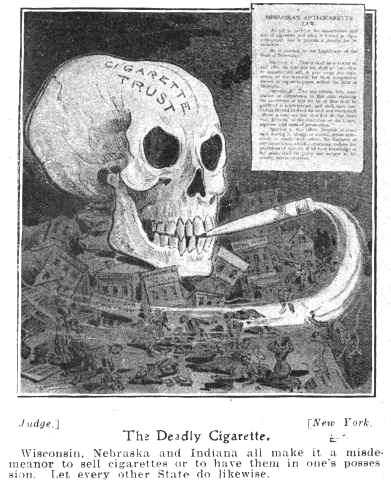
إعلان ضد التدخين، 1905

عانت صناعة التبغ في الولايات المتحدة بشكل كبير منذ منتصف التسعينات، عندما تم رفع دعوى ضدها بنجاح من قبل عدة ولايات أمريكية. ادعت الدعاوى أن التبغ يسبب السرطان، وأن الشركات في هذه الصناعة كانت تعلم بذلك، وأنها قللت عمدًا من أهمية نتائجها، مما ساهم في مرض ووفاة العديد من المواطنين في تلك الولايات.
تم العثور على أن الصناعة كانت تمتلك عقودًا من المذكرات الداخلية التي تؤكد بالتفصيل أن التبغ (الذي يحتوي على النيكوتين) هو مادة مسببة للإدمان ومسرطن (مسبب للسرطان). وقد أنكرت الصناعة لفترة طويلة أن النيكوتين يسبب الإدمان.
أسفر النزاع القضائي عن تسوية مالية ضخمة تم دفعها من قبل مجموعة من شركات التبغ للولايات التي رفعت الدعوى. علاوة على ذلك، منذ تسوية القضية، ظهر أفراد آخرون في الدعوى الجماعية الدعوى القضائية، يطالبون بتعويضات فردية. [بحاجة لمصدر]

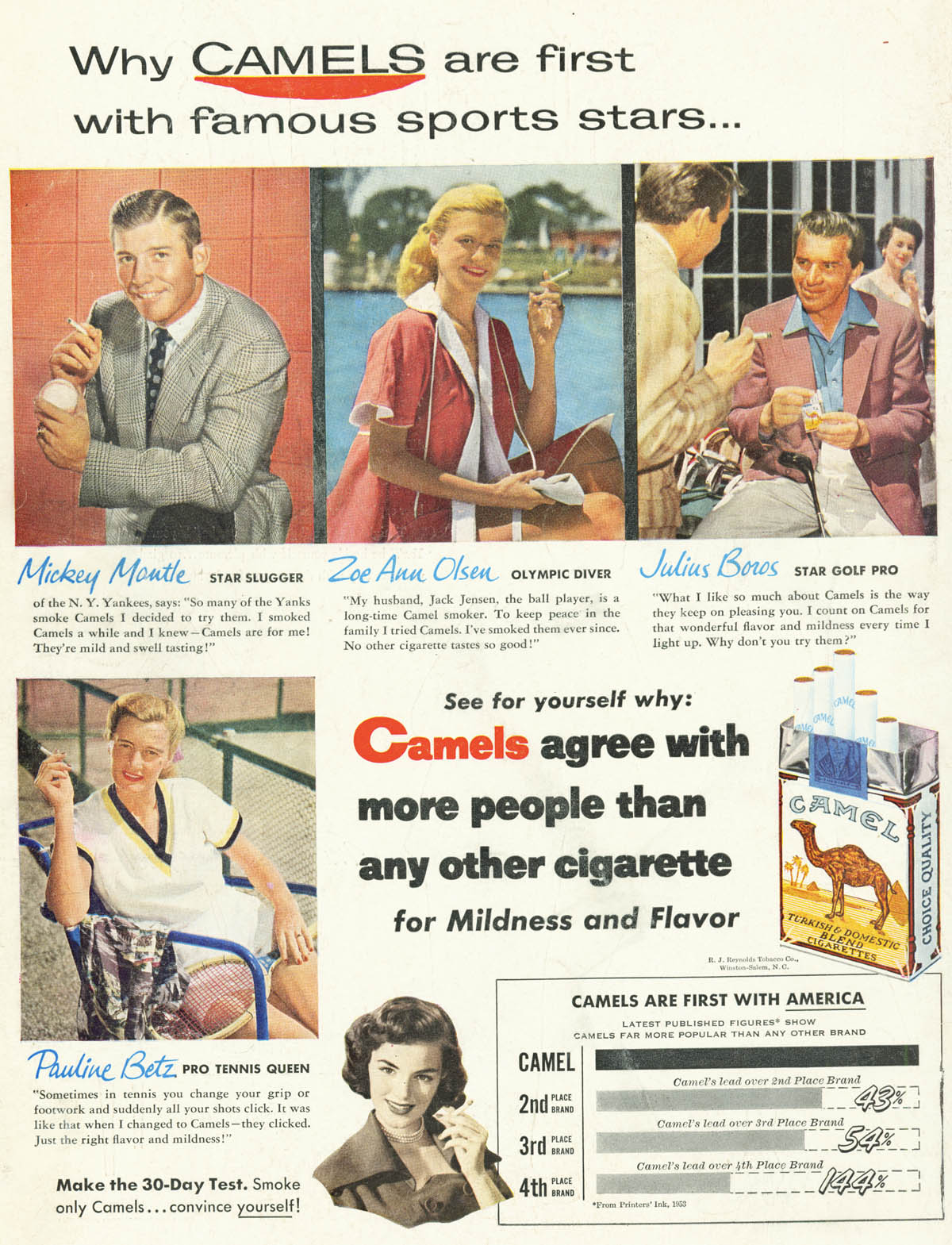
إعلان عام 1949 لعلامة كاميل للسجائر

كانت صناعة التبغ تاريخيًا ناجحة إلى حد كبير في عملية التقاضي هذه، حيث فازت غالبية القضايا لصالح الصناعة. خلال أول 42 عامًا من التقاضي في صناعة التبغ (بين 1954 و1996)، حافظت الصناعة على سجل نظيف في التقاضي بفضل التكتيكات التي وصفتها مذكرة داخلية لشركة R.J. Reynolds Tobacco Company بأنها "الطريقة التي فزنا بها في هذه القضايا، لتلخيص كلام الجنرال باتون، هي عدم إنفاق كل أموال رينولدز، بل جعل الآخر ينفق كل أمواله." بين 1995 و2005، فازت صناعة التبغ فقط بنسبة 59% من القضايا إما بشكل مباشر أو بعد الاستئناف في الولايات المتحدة، ولكن استمرار نجاح جهود الصناعة في الفوز بهذه القضايا مشكوك فيه. في ولاية فلوريدا، خسرت الصناعة 77 من أصل 116 قضية "إنغلي"، التي تم رفعها للمحاكمة. كما رفضت المحكمة العليا الأمريكية الأسس الرئيسية للطعن في قضايا إنغلي.
في يونيو 2009، وقع الرئيس الأمريكي باراك أوباما على قانون قانون الوقاية من التدخين ومراقبة التبغ الذي وُصف بأنه "مشروع قانون شامل لمكافحة التدخين". من بين العديد من القيود، حظر هذا القانون استخدام أي مكون أو مادة إضافية أو أعشاب أو توابل تضيف "نكهة مميزة" للمنتج التبغي أو الدخان (القسم 907)(أ)(1)(أ). الهدف من هذا الحظر هو منع الأطفال والمراهقين من أن يصبحوا مدمنين على السجائر في سن مبكرة، حيث يشير وزارة الصحة والخدمات الإنسانية الأمريكية إلى أن "الدراسات أظهرت أن المدخنين في السابعة عشرة من عمرهم أكثر عرضة بثلاث مرات لاستخدام السجائر المنكهة مقارنة بالمدخنين الذين تزيد أعمارهم عن 25 عامًا". ومع ذلك، لا ينطبق هذا الحظر على سجائر المنتول، التي تم إعفاؤها من مشروع القانون.
تقتصر الدعاوى القضائية ضد صناعة التبغ بشكل رئيسي على الولايات المتحدة نظرًا لاختلاف الأنظمة القانونية في البلدان الأخرى. العديد من الشركات تصنف الدعاوى القضائية المستمرة كتكلفة من تكاليف ممارسة الأعمال في الولايات المتحدة وتشعر أن إيراداتها ستتأثر فقط بشكل طفيف من هذه الأنشطة.

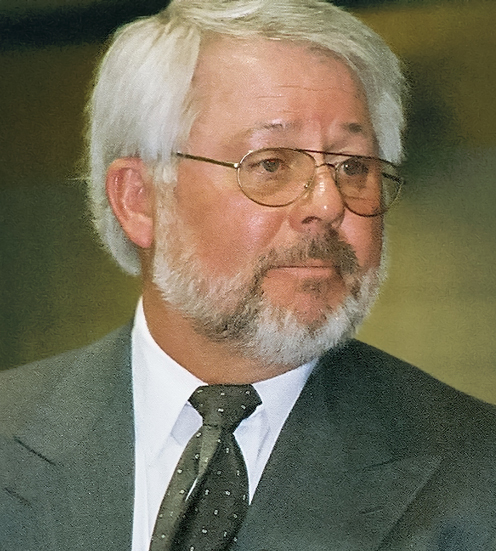
جيفري ويغان، الرئيس السابق للبحوث في ثالث أكبر شركة للتبغ في أمريكا، كشف عن مشكلات تتعلق بالسلامة في صناعة التبغ.

دخلت شركات التبغ الكبرى سوق السجائر الإلكترونية إما عن طريق شراء بعض شركات السجائر الإلكترونية الصغيرة أو بدء شركاتها الخاصة في هذا المجال. بحلول عام 2014، دخلت جميع شركات التبغ الكبرى متعددة الجنسيات سوق السجائر الإلكترونية. قامت بذلك إما عن طريق شراء شركات السجائر الإلكترونية الموجودة (بما في ذلك رويّان، الشركة الصينية الأصلية للسجائر الإلكترونية، التي اشترتها إمبريال توباكو) أو عن طريق تطوير منتجاتها الخاصة. تفيد مراجعة لعام 2017 بأنه "صناعة التبغ تهيمن على سوق السجائر الإلكترونية." جميع شركات التبغ الكبيرة تبيع السجائر الإلكترونية. أفادت مراجعة عام 2017 بأن "الشركات الصغيرة كانت تهيمن في البداية على سوق أنظمة توصيل النيكوتين الإلكترونية (ENDS)، ولم تكن هذه الشركات مرتبطة بصناعة التبغ. ومع ذلك، اليوم، جميع شركات التبغ متعددة الجنسيات تبيع هذه المنتجات. زيادة تركيز سوق ENDS في يد شركات التبغ متعددة الجنسيات يمثل مصدر قلق للمجتمع الصحي العام، بالنظر إلى إرث الصناعة في إخفاء العديد من الحقائق الأساسية حول منتجاتها وتضليل الجمهور بادعاءات كاذبة، بما في ذلك أن السجائر منخفضة القطران وما يسمى بـ "السجائر الخفيفة" ستقلل من الأضرار المرتبطة بالتدخين. على الرغم من أن ممثلي الصناعة يزعمون أنهم مهتمون بـ ENDS بسبب إمكاناتها في تقليل الأضرار، فإن العديد من المراقبين يعتقدون أن الربح يبقى الدافع الرئيسي."
تسيطر شركات التبغ الكبرى على البيئة السياسية ووضع السياسات كما فعلت في سياسات السجائر التقليدية. كما فعلت الشركات الكبرى للتأثير في سياسات مكافحة التبغ الخاصة بالسجائر التقليدية، غالبًا ما تحاول هذه الشركات البقاء بعيدًا عن الأنظار والعمل من خلال أطراف ثالثة يمكن أن تخفي روابطها بصناعة التبغ. الاختلاف الوحيد عن النمط التاريخي لجهود الصناعة في تشكيل سياسة التبغ من وراء الكواليس هو أن هناك أيضًا بائعين مستقلين حقيقيين للسجائر الإلكترونية والمستخدمين المرتبطين بها (المعروفين باسم محلات الفيب) الذين لا يتم توجيههم بالضرورة من قبل شركات السجائر. ومع ذلك، فإن هؤلاء المشغلين الأصغر يفقدون حصتهم في السوق لصالح شركات التبغ الكبرى، والقوة السياسية الحقيقية تمارسها الآن شركات السجائر. تحاول شركات السجائر الاستفادة من وجود اللاعبين المستقلين بينما تعمل من خلال حلفائها التقليديين وجماعات الواجهة الخاصة بالصناعة.

## مكافحة التبغ
في 11 مايو 2004، أصبحت الولايات المتحدة الدولة الـ108 التي توقع على اتفاقية منظمة الصحة العالمية الإطارية لمكافحة التبغ. تضع هذه المعاهدة قيودًا واسعة على بيع، الإعلان، شحن، وفرض الضرائب على منتجات التبغ. لم تصادق الولايات المتحدة بعد على هذه المعاهدة في مجلس الشيوخ الأمريكي ولا يوجد جدول زمني لذلك بعد.
مؤخراً، كان هناك نقاش داخل مجتمع مكافحة التبغ حول تحويل صناعة التبغ من خلال استبدال شركات التبغ بأنواع أخرى من المنظمات التجارية التي يمكن تأسيسها لتوفير التبغ للسوق دون محاولة زيادة الطلب على السوق.
في 20 فبراير 2007، قضت المحكمة العليا الأمريكية بأن مجموعة ألتريا (المعروفة سابقًا باسم فيليب موريس) لا يتعين عليها دفع 79.5 مليون دولار كتعويضات عقابية تم منحها لمايولا ويليامز في حكم صادر عن محكمة ولاية أوريغون في عام 1999، عندما رفعت دعوى ضد فيليب موريس بسبب مسؤوليتها في وفاة زوجها جيسي ويليامز بسبب السرطان. وقد نقض قرار المحكمة العليا الحكم الصادر عن المحكمة العليا في ولاية أوريغون الذي أيد الجائزة.
في 3 أبريل 2008، ألغي من قبل محكمة الاستئناف الأمريكية للدائرة الثانية دعوى جماعية ضد شركات التبغ تم رفعها نيابة عن مجموعة من الأشخاص الذين تدخنوا السجائر الخفيفة. كان محامو المدعين واثقين من أنهم سيفوزون بهذه الدعوى نظرًا لنجاح قضية شواب ضد فيليب موريس حيث تم العثور على شركات التبغ مذنبة بتهم تشبه الاحتيال بسبب بيع فكرة أن السجائر الخفيفة أكثر أمانًا من السجائر العادية. لم يسمح الحكم الصادر عن هيئة القضاة الثلاثة بمواصلة الدعوى كدعوى جماعية، بل يتعين تقديم دليل على سبب اختيار المدخنين السجائر الخفيفة بدلاً من السجائر العادية.

## إنتاج التبغ حسب الدولة أو المنطقة

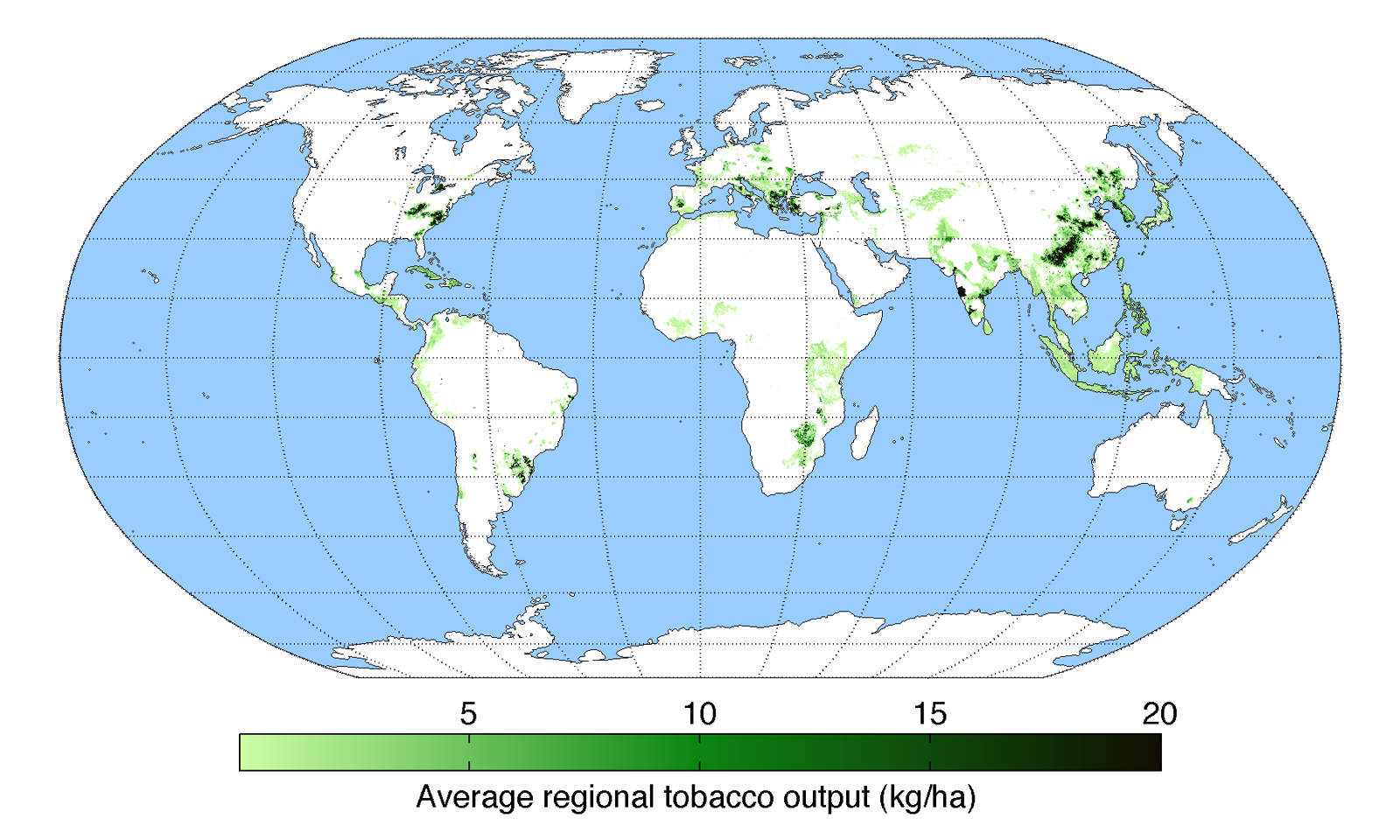
خريطة إنتاج التبغ حول العالم

تقدر منظمة الأغذية والزراعة التابعة للأمم المتحدة الإنتاج التالي من التبغ غير المصنع حسب الدولة/المنطقة في عام 2022. (الأرقام هي بالآلاف من الأطنان). منظمة الأغذية والزراعة
| الدولة أو المنطقة | الإنتاج بالآلاف من الأطنان |
| ----------------- | -------------------------- |
| الصين             | 2,188.1                    |
| الهند             | 772.2                      |
| البرازيل          | 667.3                      |
| إندونيسيا         | 225.6                      |
| الولايات المتحدة  | 202.9                      |
| زيمبابوي          | 166.9                      |
| باكستان           | 133.6                      |
| مالاوي            | 103.8                      |
| الأرجنتين         | 95.6                       |
| موزمبيق           | 95.5                       |
| العالم            | 5,780.9                    |

## إنتاج السجائر حسب المصنع

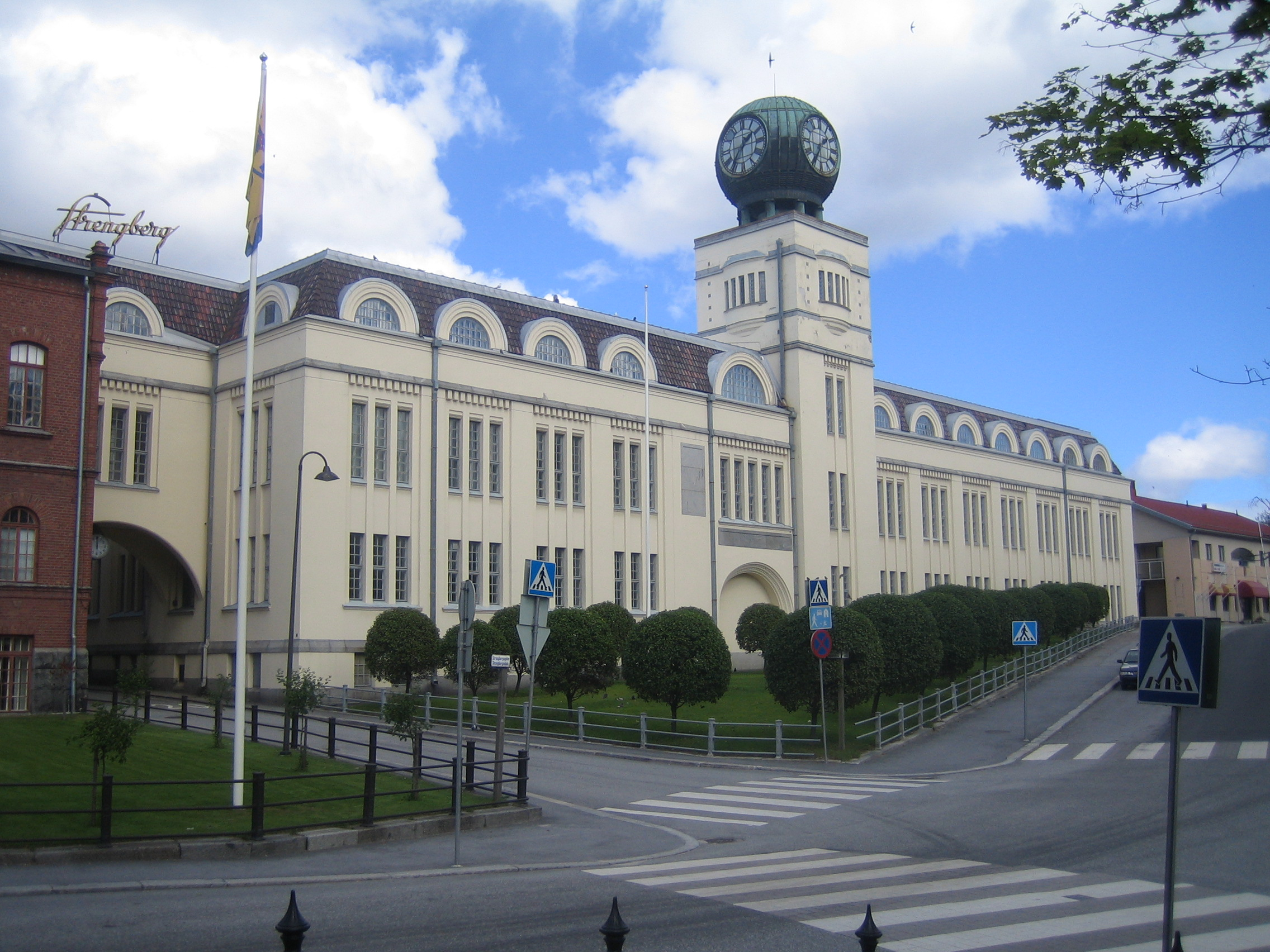
مصنع سترينغبرغ القديم، الآن مغلق، في ياكوبستاد، فنلندا

يتم استخدام جزء كبير من إنتاج التبغ العالمي في صناعة السجائر. وفيما يلي رسم بياني أعده الدكتور روبرت بروكتور يوضح أكبر مصانع السجائر، مع تقدير عدد الوفيات السنوي بسبب أضرار السجائر على الصحة.

## في الثقافة الشعبية
لطالما كانت صناعة التبغ ترتبط بعلاقة مع صناعة الترفيه. في أفلام الحقبة الصامتة، كانت الأدخنة المضيئة تستخدم غالبًا من قبل المخرجين لإضفاء شعور بالغموض والجاذبية على المشهد. وفي وقت لاحق، تم تعمد وضع السجائر في أيدي نجوم هوليوود كجزء من المرحلة المبكرة لـ الترويج للمنتجات، حتى شددت الهيئات الصحية قواعد الإعلان عن التبغ ووجهت مجموعات مكافحة التدخين ضغوطًا على الممثلين ومديري الاستوديو ضد هذه التكتيكات. ومنذ ذلك الحين، أصبحت توباككو الكبرى محورًا في أفلام مثل الداخلي (1999) وشكرًا للتدخين (2005).
كما كانت هذه القضايا تشكل قصة متكررة في المسلسل التلفزيوني AMC "رجال ماد"، بداية من الموسم الأول مع الحلقة التجريبية ("الدخان يدخل عينيك") حتى منتصف الموسم السابع، "واترلو".